# Велизар-Илия Илиев
Велизар-Илия Светозаров Илиев е български футболист, вратар, състезател на италианският елитен тим на Каляри и младежки национал на България до 19 г..

## Кратка спортна биография
Роден е на 20 юли 2005 г., в София, но израства в гр. Сливница, в семейството на бившият футболист и защитник на ФК Сливнишки герой (Сливница) Светозар Илиев и Даниела Емилова. Учи в СОУ "Св. Св. Кирил и Методий" гр. Сливница. От 2012 г. започва да тренира футбол в Детско-юношеската школа на Сливнишки герой, при треньора Боян Мартинов, а от 2014 г. е капитан на формацията "деца" на клуба. Представянето не остава незабелязано и през 2017 г. е привлечен в ДЮШ на столичният гранд ПФК Левски (София), където треньор му е Петър Карачоров.
В школата на "сините" остава до 2021 година, когато преминава в тима от Серия А Каляри, като се състезава във формациите U-18, където треньор му е Даниеле Зини. Същата година на три пъти е повикан в групата за мачове от италианската Примаверат (първенство до 19 години), като в тази формация треньор му е Алесандро Агостини. 
През сезон 2022/23 записва 7 мача за първенството U-18 години, а след това и 11 мача в Примавера 1, както и един мач за купата на Италия за възрастова група U-19 години, с треньори Микеле Филипи и  Фабио Пизакане. Същия сезон е привлечен и в групата за първия отбор на Каляри, първо от треньора Фабио Ливерани за домакинския мач от Сериа А срещу Пиза Калчо, а след това и от легендата на италианският футбол Клаудио Раниери за гостуването на АС Читадела.

## Младежки национален отбор
Представянето на Илиев в Италия не остава незабелязано за триеньорите на младежките и юношески формации на България, и той е призован в селекцията на България U-17. Дебют за националният отбор на България прави при гостуването срещу Лихтенщайн в европейски квалификации. Става част и от групата, участвала на Европейското първенство в Израел U-17 години. 
От 2023 година е част от Националният отбор на България U-18, воден от треньора Ангел Стойков. Прави дебют с тази селекция в двубоя срещу Националният отбор на Полша, на 27 март 2023 г., завършила 1-1 в София.